# WikiHow
wikiHow (ВикиХау, с англ. — «ВикиКак») — вики-проект и интернет-сообщество, состоящее из обширной базы данных практических руководств и инструкций по how-to (рус. как сделать). Было основано в январе 2005 года интернет-предпринимателем Джеком Херриком. Целью сайта является создание наиболее полезных практических инструкций, позволяющих всем в мире научиться делать что-либо.
wikiHow — это гибридная организация, то есть некоммерческая компания, работающая для социальной миссии. wikiHow — проект с открытым исходным кодом и открытым контентом. Использует модифицированное программное обеспечение MediaWiki, которое является свободно распространяемым, и контент выпускается под лицензией Creative Commons (BY-NC-SA).
В январе 2005 года в wikiHow было более 35,5 миллионов уникальных посетителей. Сейчас wikiHow содержит более 190 000 бесплатных справочных статей и более чем 1 600 000 зарегистрированных пользователей. 11 апреля 2010 года статья wikiHow под названием «Как быстро похудеть» достигает 5 миллионов просмотров страниц за первое время. «Как сделать снимок экрана в Microsoft Windows» является самой популярной статьёй на этом сайте. Согласно wikiHow, четыре ребёнка родились при чрезвычайных обстоятельствах, и при этом использовалась статья wikiHow.

## История
Сайт был основан 15 января 2005 года Джеком Херриком с целью создания обширных практических руководств с точными и актуальными инструкциями на нескольких языках. День 15 января был намеренно выбран в качестве даты запуска в честь Википедии, которая была запущена четыре года назад, 15 января 2001 года. Херрика вдохновил к созданию wikiHow другой сайт руководств — eHow, который он и Джош Ханна купили в 2004 году. После запуска eHow Херрик завершил бизнес-модель данного сайта, которая не позволяла ему создавать обширные, качественные практические руководства. Херрик и Ханна продали eHow в 2006 году, позволив Херрику сосредоточиться на wikiHow.
В 2006 году некоммерческая организация One Laptop per Child выбрала wikiHow как один из источников контента для образовательных лэптопов, которые она распространяет по всему миру. 21 сентября 2007 года на сайте была опубликована 25 000-я статья. В 2009 году сайт превзошёл 20 миллионов посетителей в месяц и также завершил редизайн. В 2014 году Google выбрал wikiHow как один из партнёров по запуску Google Contributor, интернет-продукта, который позволяет скрывать рекламу на любимых сайтах за счёт ежемесячных пожертвований.

### Приобретение Guidecentral
24 марта 2016 года было объявлено, что wikiHow приобрёл Guidecentral, веб-сайт, посвящённый предоставлению информации о проектах практического и прикладного использования (англ. «hands on» projects). Условия приобретения не были озвучены, хотя Guidecentral привлекла более 1 миллиона долларов от инвесторов, включая NXTP Labs, Enterprise Ireland и South Ventures до приобретения.

## Принцип работы
wikiHow предоставляет контент с руководствами в Интернете, позволяя всем желающим редактировать страницы. По состоянию на февраль 2015 года wikiHow содержит более 180 000 практических статей. Большинство практических статей следуют схожему формату с шагами, советами, предупреждениями, списком вещей, которые могут понадобиться, и дополняются изображениями, чтобы помочь читателю узнать, как выполнить задачу.
wikiHow использует вики-метод непрерывного улучшения, позволяя редакторам добавлять, удалять или иным образом изменять контент. Когда статья создаётся, члены сообщества наблюдают за ней, чтобы улучшить её качество. Каждое редактирование проверяется во время процесса под названием «Патрулирование последних изменений», где добровольцы просматривают контент в соответствии со стандартами wikiHow, исключая некачественные правки, такие как вандализм и тестовые правки, и сохраняя улучшения.
Центральным хабом для использования инструментов вклада является панель инструментов сообщества (Community Dashboard), которая отображает несколько динамических апплетов, которые связывают пользователей с различными инструментами редактирования, такими как программа проверки орфографии Spell Checker, категоризатор, с помощью которого статьям присваиваются категории в соответствии с их темой, и Cleanhouse Greenhouse, куда копируются некачественные статьи, где их редактируют и переписывают по стилю и формату.

### Проверка качества
По умолчанию вновь созданные статьи деиндексируются из поисковых систем; текст статьи размыт, и отображается уведомление о том, что страница невидима для читателей, но зарегистрированные пользователи могут отклонить предупреждение, чтобы просмотреть содержимое статьи. Система под названием «Продвижение новых статей» (англ. New Article Boost) позволяет некоторым пользователям с правом «Помощник по новым статьям» (англ. New Article Booster) просматривать эти статьи и при необходимости доводить их до стандартов. Статьи, соответствующие этим стандартам, «продвигаются», что устраняет эффект размытия, а также убирает уведомление и делает статью общедоступной и индексируемой для поиска. Если помощник по новым статьям найдёт недавно написанную высококачественную статью, он может отметить её как «Восходящая звезда» (англ. Rising Star, RS). По умолчанию публикации, помеченные RS, продвигаются и помещаются на главную страницу в течение неопределённого периода времени. Противоположно этому, статьи ниже стандартов и которые требуют слишком много работы, чтобы «быть готовы для читателей», «понижены в статусе», который удаляет их из списка продвижения новых статей и сохраняет размытие и уведомление и перемещает страницу в категорию «Статьи для проверки качества». Статьи с контентом, которые противоречат политике удаления сайта, также понижены в статусе (например, статьи, основанные на шутках, сексуально откровенных или ненавистных темах, а также строго неточные или неполные инструкции). Заголовки, которые идентифицируются как дубликаты в политике объединения wikiHow, объединяются.
Как и во многих других вики-сайтах, регистрация является необязательной, и привилегии, такие как создание и редактирование статей, по-прежнему доступны тем, у кого нет учетной записи. wikiHow исполняет Закон о защите конфиденциальности детей в Интернете (COPPA), и для регистрации учётной записи пользователям должно быть не менее 13 лет. COPPA регулярно внедряется, и администраторы сайта должны заблокировать любого, кто авторизован, будучи несовершеннолетним, хотя права на редактирование могут быть восстановлены, если компания получит форму согласия, подписанную родителями или законным опекуном. Более 1,5 миллиона человек создали учётные записи, и более 4000 человек редактируют wikiHow в месяц. Это сообщество добровольных редакторов называют себя «wikiHowians». Наиболее активные, опытные и доверенные wikiHowians могут получить дополнительные права на редактирование, которые помогают им администрировать и защищать веб-сайт. Права на продвижение новых статей предоставляются пользователям, которые сделали не менее 300 изменений и прошли тест (содержащий три разные части), демонстрируя, что они понимают политику wikiHow. Люди с этими правами получают доступ к специальному инструменту, который позволяет им редактировать недавно написанные статьи и следить за тем, чтобы их качество соответствовало стандартам wikiHow, прежде чем статьи станут общедоступными для всех читателей. Наиболее опытные пользователи с неутомимостью и здравым смыслом могут быть рассмотрены на должность администратора, который предоставляет им дополнительные полномочия для защиты и улучшения wikiHow через различные инструменты обслуживания. Не реже одного раза в год wikiHow организует конференции, в которых небольшая группа членов сообщества приглашается на выход в автономный режим в течение выходных дней, чтобы узнать друг друга. Эти конференции известны как «встречи».
Штаб-квартира wikiHow находится в доме в Пало-Алто, Калифорния, его назвали «wikiHaus». Персонал состоит из небольшой группы сотрудников, начиная от инженерии до маркетинга и заканчивая управлением сообществом.

## Бизнес-модель
Первоначальные затраты на запуск сайта были в некоторой степени финансированы за счёт продажи Херриком eHow. В настоящее время он финансируется за счёт рекламы на своих страницах. Сайт не просит пожертвований и работает как «гибридная организация» — «некоммерческая компания, ориентированная на создание глобального общественного блага в соответствии с нашей миссией».

### Лицензирование
Содержимое wikiHow публикуется в соответствии с лицензией Creative Commons Attribution-Noncommercial-Share Alike 3.0 (BY-NC-SA 3.0), что означает, что контент может быть изменён и повторно использован для некоммерческих целей, при условии, если указаны оригинальные авторы и лицензия существенно не изменялась. Авторы сохраняют полное авторское право на свой контент и могут публиковать его в другом месте по разным лицензиям. Они предоставляют wikiHow безотзывную лицензию на использование материала для любых целей.

### Реклама
wikiHow позволяет читателям контролировать, появляется ли реклама рядом с контентом. Те, кто зарегистрирован и авторизован, не видят рекламу, если это не внешний поставщик видео.
В ноябре 2014 года wikiHow был объявлен участником Google Contributor, программы, которая позволяет пользователям веб-сайта ежемесячно жертвовать в поддержку своих любимых веб-сайтов, для того чтобы не показывать рекламу.

## Восприятие
wikiHow выиграл несколько наград, в том числе премию Webby за интернет-сообщество в 2009 году и награду Co-Creation в конкурсе Open Innovation, организованном The Guardian и Nesta в 2010 году. Кроме того, сайт Mashable выбрал wikiHow на второе место как лучший вики-сайт в Open Web Awards в 2008 году.
Журналист PBS сообщил, что «приложение wikiHow имеет отличный набор статей, которые помогут вам практически в любой ситуации, помогая тем, кто задыхается; реагировать на чрезвычайные ситуации с транспортными средствами, на стихийные бедствия», и The New York Times сообщает: «Введите несколько ключевых слов о проблеме на страницу поиска приложения, и руководство даст некоторые советы. Его информационные страницы ясны и хорошо распланированы. Они начинаются с вводного описания, а затем предлагают список шагов, которым нужно следовать. Приложение отображает необходимые инструменты и элементы, и включает советы и предупреждения». Lifehacker описал wikiHow как «удобный сайт с руководствами». wikiHow был положительно описан во многих других медиа-источниках, в том числе таких же разнообразных, как журнал Inc., Cosmopolitan, TechRepublic, Condé Nast Traveler и PC Magazine.

## Критика
WikiHow также был объектом насмешек и критики. Например, шоу Wits American Public Radio имеет сегмент под названием «театр wikiHow», где актёры читают очевидные или смехотворные темы, такие как «Как заставить людей уважать вашего питомца», для комического эффекта. Два поэта опубликовали книгу под названием How To Feel Confident with Your Special Talents (рус. Как чувствовать себя уверенно с вашими особыми талантами), в которой каждое название стихотворения взято непосредственно из статьи wikiHow. Журнал Vice отпародировал статью wikiHow «Как расстаться со своим парнем». The Huffington Post создал список странных жизненных навыков, таких как «Как реагировать на непривлекательный внешний вид ребёнка», что «вы могли узнать только на wikiHow». Другие издатели критиковали wikiHow за предоставление инструкций по спорным темам сомнительной социальной ценности, таких как «Как получить thigh gap», или «Как остановить свадьбу». Другие веб-сайты создали списки «худшее из wikiHow», чтобы выделить темы «ненормальные», «блестяще причудливые», или иным образом проблематичные.